# NGC 4841/2
NGC 4841/2 је елиптична галаксија у сазвежђу Береникина коса која се налази на NGC листи објеката дубоког неба.
Деклинација објекта је + 28° 28' 56" а ректасцензија 12h 57m 34,0s. Привидна величина (магнитуда) објекта NGC 4841 износи 13,0 а фотографска магнитуда 14,0. NGC 48412 је још познат и под ознакама NGC 4841B, UGC 8073, MCG 5-31-27, DRCG 27-239, CGCG 160-44, KCPG 361B, PGC 44329.